# Marie Sallé
Marie Sallé, född 1707, död 1756, var en fransk ballerina och koreograf, och en av de första kvinnor som koreograferade sina egna baletter. Hon var också den första ballerinan som dansade utan korsett och i knäkorta kjolar. Hon var verksam i Paris mellan 1721 och 1740.